# Chêne-Bourg
Pour les articles homonymes, voir Chêne (homonymie).
Ne doit pas être confondu avec Chêne-Bougeries.
Chêne-Bourg est une commune suisse du canton de Genève.
Plus petite commune du canton en superficie, elle est aussi la septième commune la plus dense de Suisse.

## Géographie

### Situation

Photo aérienne (1968)

Située à l'est de Genève, Chêne-Bourg est traversée par la Seymaz.
La commune de Chêne-Bourg s'étend sur 1,28 km2. Il s'agit, en superficie, de la plus petite commune du Canton de Genève.
88,2 % de cette superficie correspond à des surfaces d'habitat ou d'infrastructure, 8,7 % à des surfaces agricoles, 3,1 % à des surfaces boisées et 0,0 % à des surfaces improductives.
Chêne-Bourg est limitrophe de Thônex, Chêne-Bougeries et Vandœuvres.

### Lieux-dits

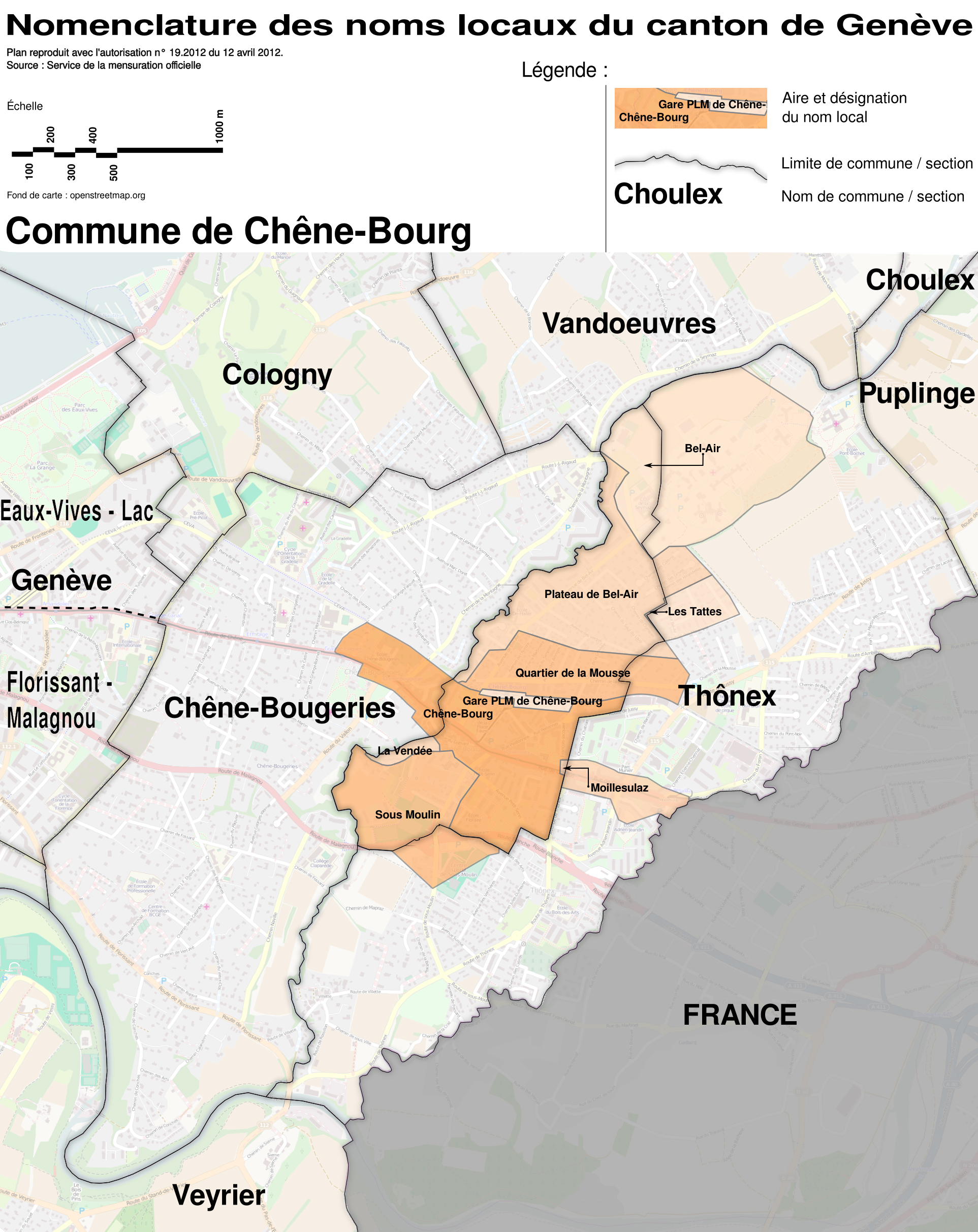
Les lieux-dits de la commune de Chêne-Bourg.

La nomenclature des lieux-dits de la commune a été établie entre 1932 et 1953 lors de la création du plan d'ensemble du canton de Genève.

## Démographie
La commune compte 9 450 habitants au 31 décembre 2023 pour une densité de population de 7 383 hab/km2. Sur la période 2010-2023, sa population a augmenté de 17,4 % (canton : 14,6 % ; Suisse : 9,4 %).  

## Politique et administration
Le Conseil administratif est composé de 3 conseillers administratifs, dont l'un est nommé maire pour une année. Les trois conseillers se répartissent les dicastères pour la législature de 5 ans.
Le Conseil municipal est composé de 23 membres. Il est dirigé par un bureau composé d'un président, d'un vice-président et d'un secrétaire. Des commissions, dans lesquelles les partis élus au conseil municipal sont représentés par 1 ou 2 commissaires, proportionnellement à leur nombre de sièges en plénière, traitent des sujets particuliers : finances, bâtiments, affaires sociales, etc.

### Membres du conseil administratif (législature 2020-2025)
L'exécutif de la commune, entré en fonction le 1er juin 2025, se compose de la façon suivante:
| Identité                  | Étiquette | Étiquette | Fonction (Période 2025-2026) | Dicastères |
| ------------------------- | --------- | --------- | ---------------------------- | --- |
| Jean-Luc Boesiger         |           | PS        | Maire                        | Aménagement (urbanisme et mobilité) et développement durable Domaine public Travaux et constructions Culture                               |
| Philippe Moser            |           | Les Verts | Vice-président               | Finances Cohésion sociale (affaires sociales, petite enfance, écoles, jeunesse, aînés, maison de quartiers, TSHM) Administration communale |
| Isabella Brühlmann-Stucki |           | LC        | Conseillère administrative   | Sécurité (police municipale, pompiers, sauveteurs auxiliaires, ORPC) Sports et loisirs État civil                                          |

### Liste des maires puis des conseillers administratifs
Entre 1869 et 1959, la commune de Chêne-Bourg n'avait pas de Conseil administratif mais seulement des maires et des adjoints élus par la population.
| Période       | Période     | Identité              | Étiquette | Qualité |
| ------------- | ----------- | --------------------- | --------- | --- |
| 1869          | 1872        | Jean-Marie Heridier   |           | Député au Grand Conseil du canton de Genève de 1850 à 1852 |
| 1872          | 1874        | François Perreard     |           | Député au Grand Conseil du canton de Genève de 1870 à 1876 et de 1880-1890 |
| 1874          | 1876        | François Burger       |           | |
| 1876          | 1890        | Jean-Pierre Baltassat |           | Député au Grand Conseil du canton de Genève de 1876 à 1878 et de 1880 à 1886 |
| 1890          | 1891        | François Perreard     |           | Député au Grand Conseil du canton de Genève de 1870 à 1876 et de 1880 à 1890 |
| 1891          | 1894        | Édouard Stamm         |           | |
| 1894          | 1895        | Jean Fontana          |           | Député au Grand Conseil du canton de Genève de 1901 à 1904 |
| 1895          | 1898        | Édouard Baud          |           | |
| 1898          | 1902        | Jean Fontana          |           | Député au Grand Conseil du canton de Genève de 1901 à 1904 |
| 1902          | 1906        | Jules Perreard        |           | -Maire d'Anières de 1898 à 1902 -Député au Grand Conseil du canton de Genève de 1904 à 1913 -Conseiller d'État du Canton de Genève de juin 1906 à novembre 1912 -Conseiller national du Canton de Genève de décembre 1908 à décembre 1911 |
| 1906          | 1912        | Antoine Floquet       |           | |
| 1912          | 1918        | Eugène Larue          |           | |
| 1918          | 1926        | Charles Baud          |           | |
| 1926          | 1935        | Louis Durand          |           | |
| 1935          | 1943        | Émile Larue           |           | |
| 1943          | 1943        | Georges Audeoud       |           | |
| 1er juin 1943 | 31 mai 1947 | Émile Larue           |           | |
| 1er juin 1947 | 31 mai 1959 | François Lecoultre    |           | Député au Grand Conseil du canton de Genève de 1948 à 1957 |

Dès 1959, la commune se dote d'un conseil administratif constitué de trois membres.
| Période                                  | Période     | Identité                  | Étiquette | Étiquette | Qualité |
| ---------------------------------------- | ----------- | ------------------------- | --------- | --------- | --- |
| Les données manquantes sont à compléter. |             |                           |           |           | |
| 1er juin 1959                            | 31 mai 1967 | Yves Bachetta             |           |           | |
| 1er juin 1959                            | 31 mai 1979 | François Gency            |           |           | |
| 1er juin 1959                            | 31 mai 1971 | Clément Piazzalunga       |           | PRD       | Député au Grand Conseil du canton de Genève de 1956 à 1977                                                                  |
| 1er juin 1967                            | 31 mai 1979 | Jean-Mario Torello        |           |           | |
| 1er juin 1971                            | 31 mai 1987 | Jean-Pierre Cherix        |           | PRD       | |
| 1er juin 1979                            | 31 mai 1987 | Michel Hug                |           | PDC       | |
| 1er juin 1979                            | 31 mai 1991 | André Fiechter            |           | PRD       | |
| 1er juin 1987                            | 31 mai 1999 | Michel Parrat             |           | PDC       | Député au Grand Conseil du canton de Genève de 1999 à 2001                                                                  |
| 1er juin 1987                            | 31 mai 1999 | Elsbeth Stüssi            |           | PRD       | Députée au Grand Conseil du canton de Genève de 1965 à 1981                                                                 |
| 1er juin 1991                            | 31 mai 2003 | Jean-Pierre Schiess       |           | PRD       | |
| 1er juin 1999                            | 31 mai 2011 | Béatrice Dupont Carrilho  |           | PLR       | |
| 1er juin 1999                            | 31 mai 2020 | Pierre Debarge            |           | PDC       | Maire en 2011-2012 et 2013-2014 et 2018-2019                                                                                |
| 1er juin 2003                            | 31 mai 2025 | Beatriz de Candolle       |           | PLR       | -Maire en 2014-2015, 2017-2018, 2019-2020, 2020-2021 et 2023-2024 -Députée au Grand Conseil du canton de Genève depuis 2005 |
| 1er juin 2011                            | 31 mai 2020 | Christiane Nicollin       |           | PLR       | Maire en 2012-2013, 2015-2016 et 2016-2017                                                                                  |
| 1er juin 2020                            | en cours    | Philippe Moser            |           | Les Verts | Maire en 2021-2022 et 2024-2025                                                                                             |
| 1er juin 2020                            | en cours    | Jean-Luc Boesiger         |           | PS        | Maire en 2022-2023 et depuis 2025                                                                                           |
| 1er juin 2025                            | en cours    | Isabella Brühlmann-Stucki |           | LC        | |

### Conseil municipal (législature 2025-2030)
Lors des élections municipales du 23 mars 2025, le Conseil municipal, composé de 23 membres, est renouvelé et représenté de la façon suivante :
| Parti                                 | Voix | Suffrages en % | +/-   | Sièges | +/- |
| ------------------------------------- | ---- | -------------- | ----- | ------ | --- |
| Parti libéral-radical (PLR)           | 511  | 26,93 %        | 26,93 | 7 / 23 | 7   |
| Les Verts (PES)                       | 456  | 24,36 %        | 6,30  | 6 / 23 | 2   |
| Parti socialiste (PS) et indépendants | 436  | 23,14 %        | 23,14 | 5 / 23 | 5   |
| Le Centre (LC) - Vert'libéraux (PVL)  | 252  | 13,63 %        | 13,63 | 3 / 23 | 3   |
| Groupe Indépendants Chênois           | 219  | 11,94 %        | 11,94 | 2 / 23 | 2   |

## Culture et patrimoine

### Héraldique
| Blason | Blasonnement : De gueules semé de feuilles de chêne d'argent, à la branche de chêne de trois feuilles englantées de trois glands de sinople brochant sur le tout. |

### Personnalités

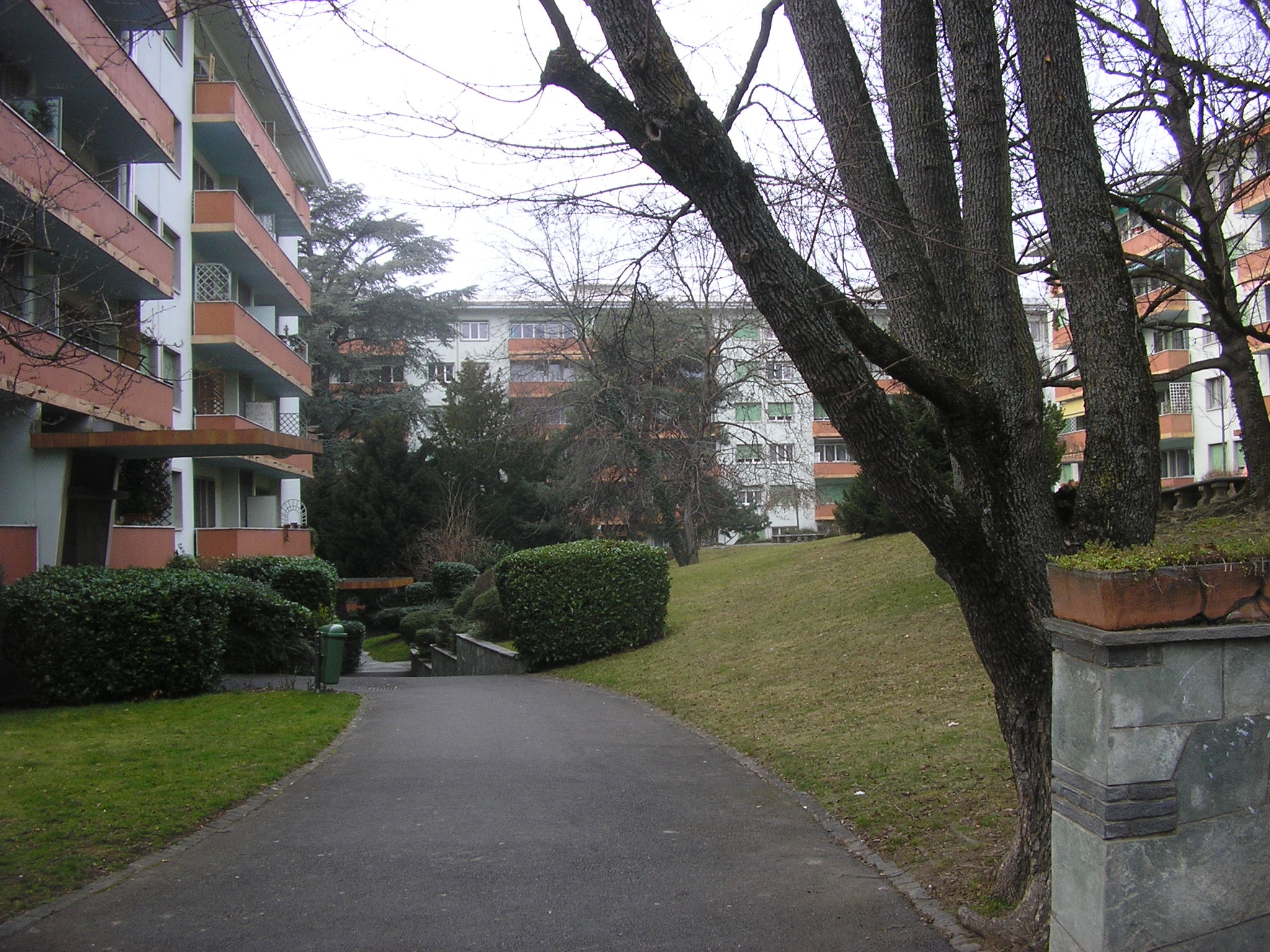
Parc Dinu Lipatti

- Théodore Champion (1873-1954), marchand de timbres suisse, décédé à Chêne-Bourg dans sa résidence secondaire.
- Louis Favre (1826-1879), architecte et entrepreneur suisse natif de Chêne-Bourg, à qui l'on doit entre autres le tunnel ferroviaire du Saint-Gothard. Une place porte son nom.
- Jean-Jacques Juventin (1741-1801), pasteur suisse natif de Chêne-Bourg, auteur de sermons.
- Dinu Lipatti (1917-1950), pianiste roumain, enterré dans le cimetière de la commune. Un parc porte son nom.
- Jean-Antoine dit John Petit-Senn (en) (1792-1870)[22], poète genevois, mort dans la commune. Une plaque apposée sur la façade de la maison où il est décédé porte son nom.[réf. souhaitée]